# Rickmer Bock
Le Rickmer Bock est un ancien canot de sauvetage à moteur de la Deutsche Gesellschaft zur Rettung Schiffbrüchiger (Société allemande de sauvetage des naufragés (DGzRS)). Il a été construit au chantier naval August Pahl à Hambourg-Finkenwerder en 1944. il est désormais ancré dans le vieux port de Büsum devenu le port-musée de Büsum.

## Historique
Le bateau a été mis en service en octobre 1944 sous le nom de Hindenburg, mais a été rebaptisé Geheimrat Heinrich Gerlach III en décembre 1944, du  nom du président de l'association de district DGzRS de Memel, décédé en 1912. En octobre 1950, le bateau fut de nouveau renommé Rickmer Bock, du nom d'un contremaître de longue date de la DGzRS sur l'île de Helgoland, décédé en 1950. Au total, les équipages de ce bateau ont pu sauver 1.223 personnes en mer pendant son temps d'activité.

### Stationnements
Le bateau a d'abord été stationné d'octobre 1944 à avril 1945 à Dorum, puis jusqu'en août 1945 sur l'île de Borkum. Il fut brièvement stationné sur l'île de Norderney jusqu'en septembre 1945 et Cuxhaven jusqu'au 4 janvier 1951. De là, il est allé sur l'île d'Amrum jusqu'en mars 1952. 
Le 20 mars 1952, il s'installe sur l'île de Helgolandjusqu'au 28 août 1958. Après une courte escale à List auf Sylt en septembre 1955, le Rickmer Bock fut alternativement utilisé à Hörnum sur Sylt et Amrum du 26 octobre 1955 à 1959. Le dernier endroit où le bateau a été utilisé était la station DGzRS à Büsum, de 1960 au 3 février 1981.

### Préservation
Avec son déclassement, le Rickmer Bock est resté sur le terrain du DGzRS à Brême, juste à côté du chantier naval DGzRS  de 1981 à 2003. 
En juin 2003, il a été remis à l'Association Museumshafen Büsum et se trouve depuis lors dans le port-musée. Une fois par an, l'association l'utilise pour une croisière en Helgoland.

## Galerie

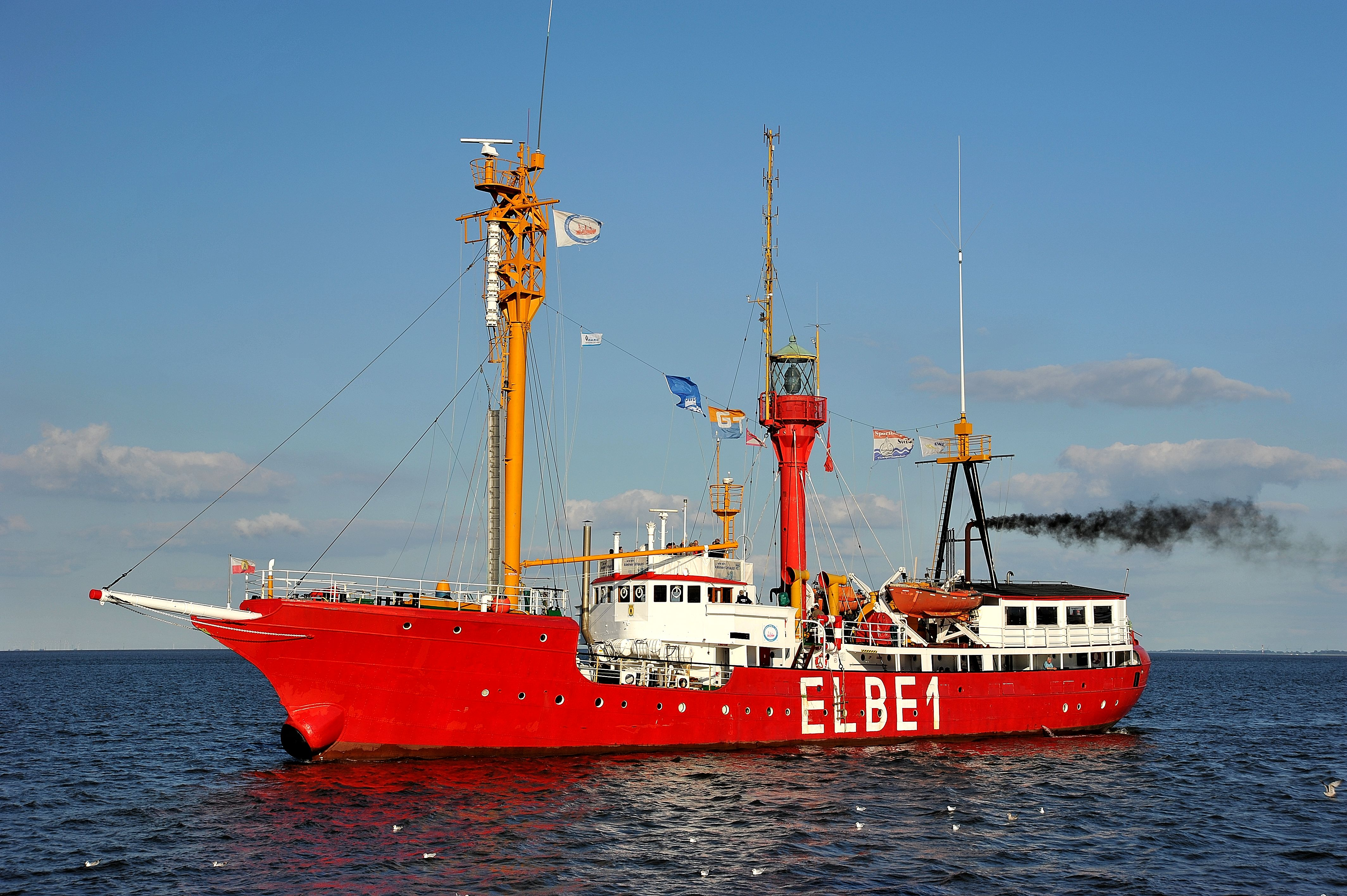
Elbe 1 naviguant en 2012
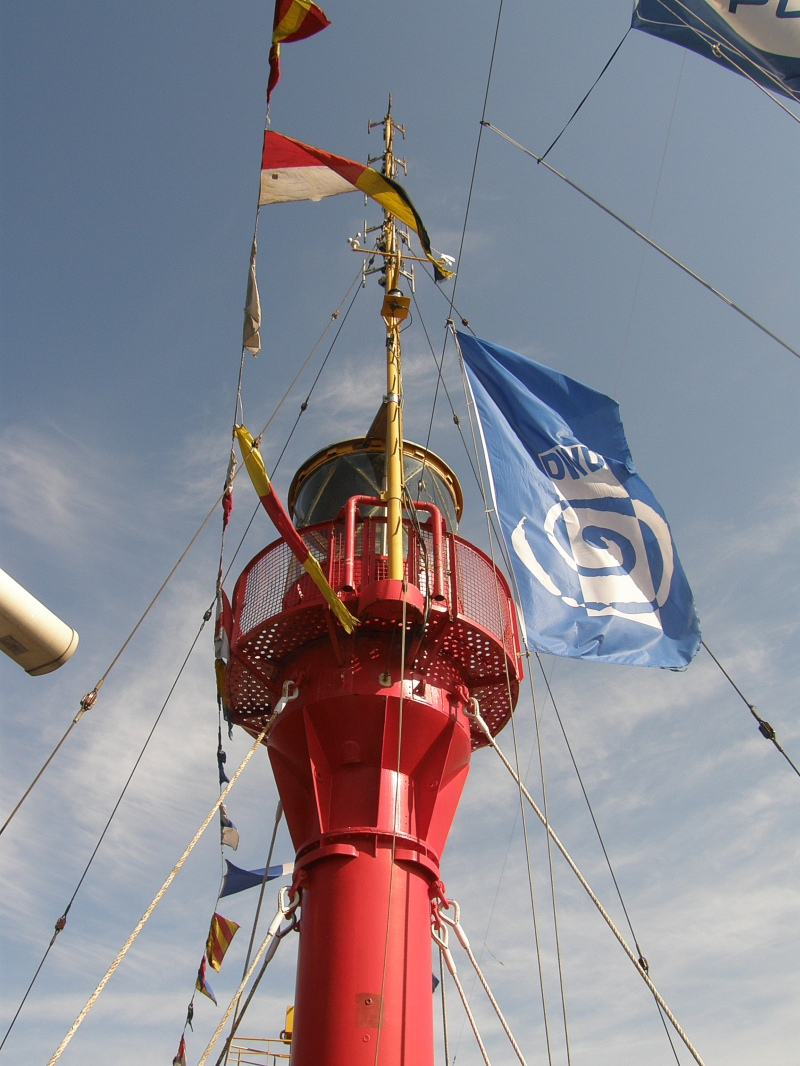
La lanterne
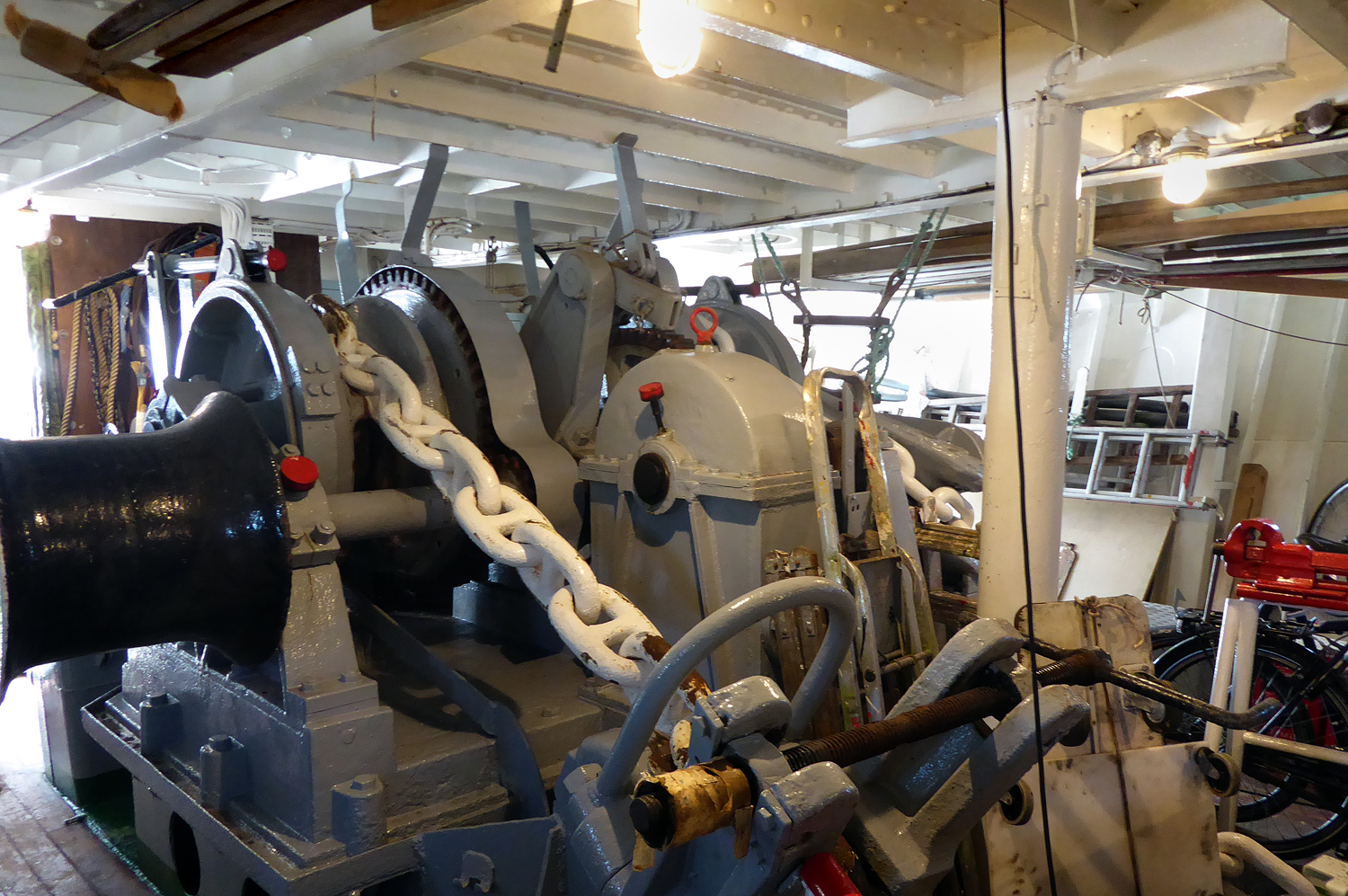
Ancrage